# Surf City (Karolina Północna)
Surf City – miasto w Stanach Zjednoczonych, w stanie Karolina Północna, w hrabstwie Pender.